# ボブ・ダラセーラ
ボブ・ダラセーラ（Bob Della Serra、1951年3月3日 - ）は、カナダの元プロレスラー。ケベック州モントリオール出身。より原音に近い表記は「ボブ・デラセーラ」だが、本項では日本のプロレス業界に定着している呼称を使用する。
ヒールの中堅選手として、覆面レスラー、オーストラリア人、ドイツ人など、さまざまなギミックに扮した。日本にも、国際プロレス、第1次UWF、新日本プロレスに、それぞれ異なるキャラクターで参戦している。

## 来歴
ハイスクールではレスリングとアメリカンフットボールで鳴らし、CFLのハミルトン・タイガーキャッツを経て、1972年にプロレス入りしたとされる。キャリア初期は覆面レスラーのザ・UFO（The UFO）として、地元モントリオールのグランプリ・レスリングおよびインターナショナル・レスリングで活動。マッドドッグ・バションやドン・レオ・ジョナサンなどのビッグネームとも対戦した。
1976年7月、国際プロレスの『ビッグ・サマー・シリーズ』に初来日。7月21日に札幌中島スポーツセンターにてラッシャー木村と金網デスマッチで対戦し、シリーズ最終戦である7月31日の越谷大会では、ブラック・ロッキード（レン・シェリー）との覆面コンビでグレート草津&マイティ井上のIWA世界タッグ王座に挑戦した。
その後、覆面を脱いで素顔となり、ボブ・ダラセーラ（Bob Della Serra）の名義でモントリオールを主戦場に活動。1978年1月の国際プロレス『新春パイオニア・シリーズ』にも、ザ・サモアンズやセーラー・ホワイトらと共に素顔で参戦した。UFOのギミックもバンクーバー地区などで継続させ、1979年1月にはイゴール・ボルコフ（ダニー・バビッチ）と組んでマイク・シャープ&サルバトーレ・ベロモを破りNWAカナディアン・タッグ王座を獲得。国際プロレスにも、ジプシー・ジョーやキラー・ブルックス、スーパースター・ビリー・グラハムなどが同時来日した同年4月開幕の『ビッグ・チャレンジ・シリーズ』にはザ・UFOとして再来日し、4月22日の加賀大会では、阿修羅・原初の金網デスマッチの対戦相手を務めた。
ヨーロッパにも頻繁に遠征しており、1981年下期にはオットー・ワンツが主宰していたドイツ・オーストリアのキャッチ・レスリング・アソシエーションにおいて、スティーブ・ライト、パット・ローチ、ビッグ・ジョン・クイン、ムース・モロウスキー、エド・ウィスコスキー、エイドリアン・ストリート、ゴロー・タナカ、ケンゴ・キムラ、ミレ・ツルノ、そしてカルガリーから遠征していた若手時代のブレット・ハートやジム・ナイドハートとも対戦した。
1982年、ジョニー・ヘファーナン（Johnny Heffernan）と名乗ってプエルトリコのWWCに登場。ファビュラス・カンガルーズの初代メンバーだったロイ・ヘファーナンの甥と称し、ドン・ケントのパートナーとなって新生カンガルーズに加入。歴代カンガルーズのリーダー格だったアル・コステロをマネージャーに、同年5月1日にザ・ファンクスからWWC世界タッグ王座を奪取。8月14日にはトミー・ギルバート&エディ・ギルバートを下してWWC北米タッグ王座も獲得した。NWAのフロリダ地区にも参戦し、1983年1月5日にバリー・ウインダム&ロン・バスからNWAグローバル・タッグ王座を奪取、その後はスコット・マギー&テリー・アレンを抗争相手に、同王座を通算4回獲得した。
カンガルーズ解散後はカナダに戻り、1984年7月、当時カナダとの選手招聘ルートを持っていた第1次UWFにザ・UFOとして来日。実弟のロッキー・ダラセーラ、フレンチ・マーテル、レオ・バークらと共に、同月23日と24日に後楽園ホールで開催された『UWF無限大記念日』に出場した。マーク・ルーインが外国人エースを務めた8月開幕の『ビクトリー・ウイークス』にも継続参戦し、スーパー・タイガー、前田日明、藤原喜明ともシングルマッチで対戦している。
1985年、太平洋岸北西部のオレゴンおよびワシントン州を拠点とするパシフィック・ノースウエスト・レスリングにて、スキンヘッドにカイゼル髭のドイツ人ヒール、カール・スタイナー（Karl Steiner）に変身。2月23日にボビー・ジャガーズからNWAパシフィック・ノースウエスト・ヘビー級王座を奪取。6月8日にはマイク・ミラーをパートナーに、トーナメントの決勝でジャガーズ&リッキー・ヴォーンを破り同タッグ王座も獲得した。このギミックで同年10月、ブルーザー・ブロディやコンガ・ザ・バーバリアンが参戦した新日本プロレスの『バーニング・スピリット・イン・オータム』に来日している。
1986年下期からは再びボブ・ダラセーラとして本拠地のモントリオールで活動、ジノ・ブリット主宰のインターナショナル・レスリングにて、リック・マーテル、ディノ・ブラボー、トニー・パリシ、ダニー・クロファット、ソロファ・ファトゥなどと対戦した。同年末にはヘファーナン名義でプエルトリコに再登場し、12月21日にWWC北米ヘビー級王座を獲得、翌1987年2月21日にミゲリート・ペレスに敗れるまで戴冠した。

## 得意技
- ハングマンズ・ホールド[26]
- クロー・ホールド[26]

## 獲得タイトル
NWAオールスター・レスリング
- NWAカナディアン・タッグ王座（バンクーバー版）：1回（w / イゴール・ボルコフ）[9]

ワールド・レスリング・カウンシル
- WWC北米ヘビー級王座：1回[25]
- WWC北米タッグ王座：1回（w / ドン・ケント）[15]
- WWC世界タッグ王座：1回（w / ドン・ケント）[14]

チャンピオンシップ・レスリング・フロム・フロリダ
- NWAグローバル・タッグ王座：4回（w / ドン・ケント）[16]

パシフィック・ノースウエスト・レスリング
- NWAパシフィック・ノースウエスト・ヘビー級王座：1回[21]
- NWAパシフィック・ノースウエスト・タッグ王座：1回（w / マイク・ミラー）[22]